# Kompóti
Kompóti är en ort i Grekland.   Den ligger i prefekturen Nomós Ártas och regionen Epirus, i den centrala delen av landet, 260 km nordväst om huvudstaden Aten. Kompóti ligger 83 meter över havet och antalet invånare är 2 150.
Terrängen runt Kompóti är kuperad åt nordost, men åt sydväst är den platt. Runt Kompóti är det ganska glesbefolkat, med 21 invånare per kvadratkilometer. Närmaste större samhälle är Arta, 10,7 km nordväst om Kompóti. 